# La Bellière (Sena Marítimo)
 La Bellière  es una población y comuna francesa, en la región de Alta Normandía, departamento de Sena Marítimo, en el distrito de Dieppe y cantón de Forges-les-Eaux.

## Demografía
| 92 | 90 | 62 | 75 | 54 | 71 |
| Para los censos de 1962 a 1999 la población legal corresponde a la población sin duplicidades (Fuente: INSEE [Consultar]) |    |    |    |    |    |